# Loki (truyện tranh)
Loki là nhân vật hư cấu xuất hiện trong truyện tranh của Mỹ, được phát hành bởi Marvel Comics. Nhân vật này dựa theo nhân vật cùng tên trong Thần thoại Bắc Âu, là em trai nuôi và là kẻ thù không đội trời chung của Thor. Nhân vật Loki đầu tiên xuất hiện trong Venus No. 6 (tháng 8 năm 1949) và vào thời hiện đại trong Journey into Mystery No. 85 (tháng 10 năm 1962), được tạo ra bởi Stan Lee, Larry Lieber, và Jack Kirby. Loki được mô tả vừa là một siêu ác nhân vừa là một phản anh hùng.
Nhân vật Loki trong Vũ trụ Điện ảnh Marvel được Tom Hiddleston thủ vai và lần đầu tiên xuất trong phim Thor của đạo diễn Kenneth Branagh vào năm 2011. Sau đó, Tom Hiddleston tiếp tục thủ vai trong các phim tiếp theo là The Avengers (2012), Thor: The Dark World và Thor: Tận thế Ragnarok (2017), Avengers: Infinity War (2018), Avengers: Endgame (2019), tivi show "Loki" (2021)